# الوعداء

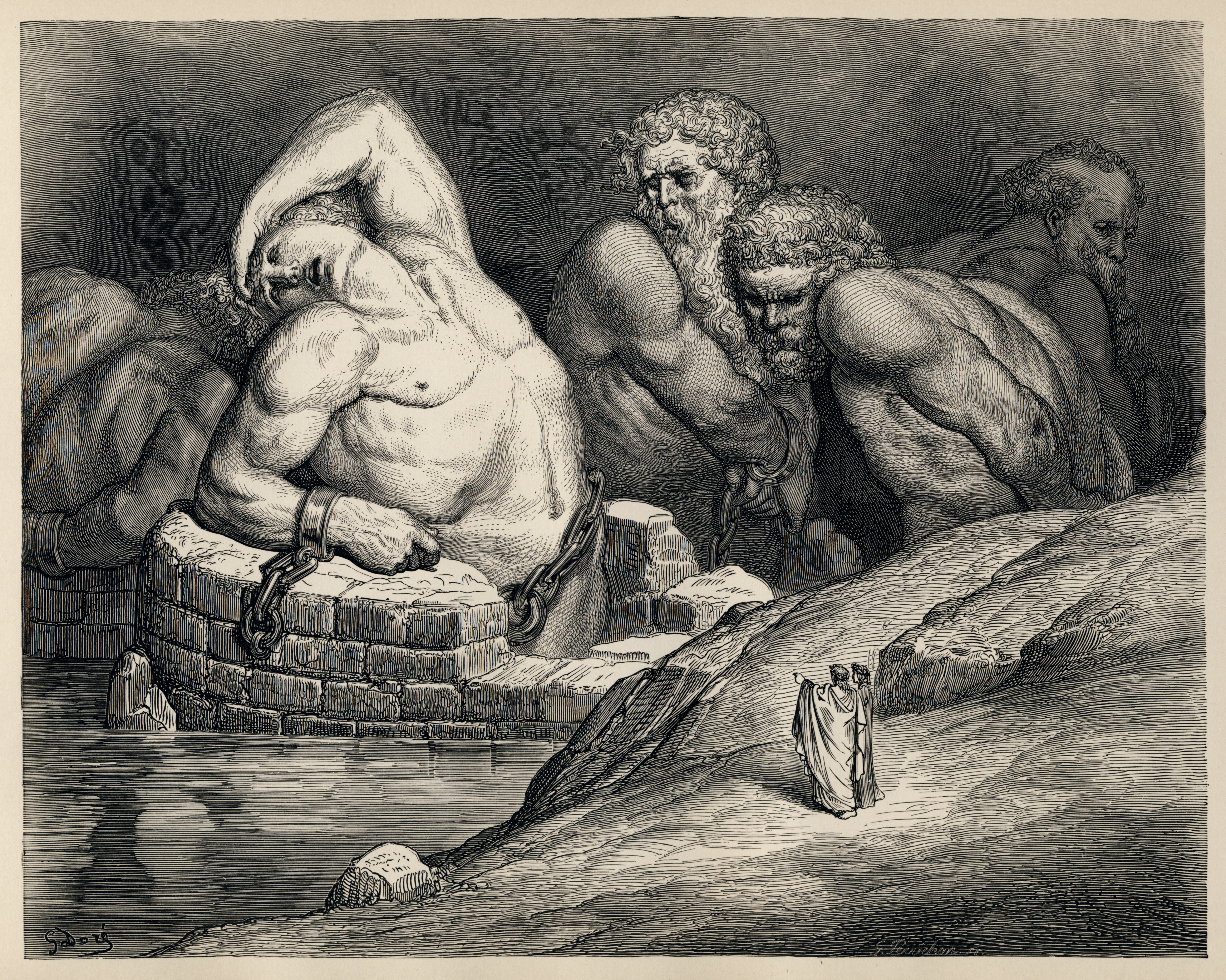
الجبابرة والعمالقة ، بما في ذلك إفيالتس على اليسار ، في الرسوم التوضيحية لجوستاف دوريه إلى الكوميديا الإلهية لدانتي.

في الأساطير الإغريقية (الوعداء)، وتنطق (/ˌæloʊˈeɪdiː/) أو (العودس) في (الإغريقية القديمة: Ἀλωάδαι Aloadai) وتعني أوتيس أو أتوس (Ὦτος «النهم») و إفيالتس («كابوس»)، وهم أبناء Iفيميديا، زوجة ألويوس، وبواسطة بوسيدون،  الذي استدرجته وحملت منه، وذلك عن طريق ذهابها إلى شاطئ البحر وعرض نفسها على سطحه أو من خلال سكب ماء البحر على صدرها. ومن الألوة تلقوا اسم الأب، الوعداء. ولقد كانوا عمالقة أقوياء وعدوانيين، وكانوا ينمون بطول تسعة أشبار كل شهر،  ويبلغ طول قامة احدهم (9 فاثوم) في سن التاسعة، ويفوقهم أوريون في الجمال فقط.

## الميثولوجيا
أراد الأخوان اقتحام جبل أوليمبوس والحصول على أرتميس لصالح اوتيس وهيرا (Hera) لصالح إفيالتس. وكانت خطتهم، أو تشييدهم، لكومة من الجبال، وفوق هذه الكومة سوف يجابهون الآلهة موصوفة بشكل مختلف وفقًا للمؤلف (بما في ذلك هوميروس، فيرجيل، وأوفيد)، وأحيانًا يغيرها المترجمون. ويُقال عادةً أن جبل أوليمبوس هو الجبل السفلي، مع جبل أوسا وبيليون وأن أوسا في المرتبة الثانية والثالثة، إما على التوالي أو العكس. ويقول هومر إنهم قتلوا على يد أبولو قبل أن يكون لديهم أي لحى،  وذلك بما يتفق ارتباطهم بأعمدة في العالم السفلي من قبل الثعابين، ومع حورية ستيكس على شكل بومة.
ووفقًا لنسخة أخرى من كفاحهم ضد الأولمبيين، والتي تم الإشارة إليها بإيجاز  لدرجة أنه لا بد أنها كانت مألوفة لدى مستمعي الملحمة، فقد تمكنوا من اختطاف آريس واحتجازه في جرة برونزية، وعاء تخزين كبير، لمدة ثلاثة عشر شهرًا، أو سنة قمرية. وقال ديون (إلياذة 5,385 – 391): «كان ذلك سيكون نهاية آريس وشهيته للحرب، لو أن إريبويا الجميلة، وزوجة أبي العمالقة الشابة، لم تخبر هيرمس بما فعلوه». وبعد تنبيه إريبويا، أنقذ هيرميس آريس.
مات الأخوان عندما غيرت أرتميس نفسها إلى أنثى أيل وقفزت بينهما. وهم بها الوعداء، وارادوا لها أن لا تبتعد، فرموا رماحهم في آنٍ واحِد وقتلوا بعضهم البعض في تلك الآونة. وفي نسخة أخرى، إما قتل أبولو الوعداء في محاولتهم تسلق الجبال إلى السماء، أوعندما حاول اوتيس اغتصاب أرتميس ومن ثم أرسل أبولو الأيل في وسطهم مما أدى إلى موتهم.
كان الوعداء يجلبون الحضارة ويؤسسون المدن ويعلمون الثقافة للإنسانية. وتم تبجيلهم على وجه التحديد في ناكسوس وبويوتيان أسكرا،  وهما مدينتان أسسهما. إفيالتس (أشعلها «من يقفز») وهي أيضًا الكلمة الإغريقية التي تعني «كابوس»، وكان إفيالتس يُعتبر أحيانًا شيطان الكوابيس. في الكوميديا الإلهية (Divine Comedy) والجحيم (Inferno) لدانتي أليغييري، ويعتبر إفيالتس واحد من ستة عمالقة وضعوا في الحفرة الكبيرة التي تفصل بين الدوائر الثامنة والتاسعة من الجحيم (Hell)، فراد وكوكيتوس، وعلى التوالي. وتم تقييده بالأغلال كعقوبة لتحديه جوبيتر.

## في الثقافة الشعبية
- يظهر إفيالتس واوتيس في علامة أثينا على أنهما اثنان من الخصوم الرئيسيين. وفي الكتاب، هما أحد العمالقة، أبناء غايا وتارتاروس. وتم هزيمتهم في المدرج الروماني من قبل عدوهم الأولمبي باخوس، وأنصاف الآلهة بيرسي جاكسون وجيسون جريس، وأبناء بوسيدون وجوبيتر على التوالي. وفي الرواية، خطف الوعداء ابن هاديس النصف إله، نيكو دي أنجيلو وسجنوه في جرة، وبنفس الطريقة التي استولوا بها على آريس قبل قرون، وخططوا لتدمير روما. بجانب أوريون، وهم من أصغر العمالقة الذين يظهرون في الكتب، ويوصفون بأنهم يبلغ طولهم 12 قدمًا فقط.